# 김원성
김원성(1975~ 현재) 은 대한민국의 기업인이다. 현재는 해양환경공단 안전경영본부장(상임이사)이다. 저서로는 “불면의 시대”가 있다.

## 생애
1975년 부산 영도 출생으로 부산 영도에 소재한 대평초등학교, 부산남중고교를 나와 경찰대학교를 졸업했다.
1995년 경찰대학 15기로 입학하였으나 대학 3학년 때 척추전방전위증이 심화되어 불가피하게 휴학을 하게 되어 2000년에 졸업하였다. 척추 전방전위증으로 인하여 군면제 판정을 받았으나 경찰대학에서 배운 국가와 사회에 대한 사명감으로 인하여 스스로 재검을 신청, 현역 처분을 받고 논산훈련소 군사훈련을 받은 후 전경대와 기동대 소대장으로 병역을 마쳤다.
전경대와 기동대에서 노동, 정치 등 각종 시위현장을 일선에서 경험했으며, 수사과와 생활안전과에서 근무하여 민생범죄를 다뤄봤다. 경찰청 정보국에서 노동관련 상황정보를 담당하여 국가의 상황관리와 정책 결정 메커니즘을 경험했다.
이후 해양경찰로 전직하여 독도 등 해상의 치안을 담당해보았으며, 육지경찰과 해양경찰을 모두 경험해본 이력이 인정되어 선린대 경찰행정학과에서 수사학 겸임교수로 근무하였다.
이후 2012년 CJ그룹으로 채용되어 지주사를 거쳐 CJ ENM의 전략지원국장으로 재직하였었다.
2019년 특권과 반칙이 판치는 불의한 시대를 바꿔보고자 정치에 입문하게 되었다.
미래를 향한 전진 4.0의 전략기획위원장의 직책을 맡았으며, 각 대학의 전직 총학생회장들 및 청년 벤처기업인들의 모임인 청년혁신모임의 대표를 지낸 바 있으며 미래통합당 최고위원까지 역임하였다

미래통합당 소속으로 부산 북강서을 공천을 받아 국회의원 당선이 유력했으나 근거 없는 의혹 제기에 휘말려 공천이 취소된 바 있으나 의혹이 사실 무근으로 판명되고 재기에 성공하여 현재 해양수산부 산하 공기업인 해양환경공단 상임이사(안전경영본부장)로 재임 중이다
이준석과 함께 청년 정치의 희망으로 한 때는 정치적 위상이 치솟았으나 좌절의 시간을 통해 다듬어졌다는 평가를 받고 있으며 향후 정치적 행보가 주목되고 있다

## 학력
- 1988년 부산 영도 대평초등학교 졸업
- 1991년 부산 영도 부산남중학교 졸업
- 1994년 부산 영도 부산남고등학교 졸업 (최우수 성적으로 입학, 부산 서부교육청 관할 고교 전체 문과 1등으로 졸업)
- 2000년 경기 용인 경찰대학 졸업[2]

## 경력
- 2000년 제주공항경찰대 부대장
- 2001년 경기 기동 7중대 3소대장
- 2002년 포항북부서 수사과 조사계 근무
- 2003년 포항북부서 죽도1파출소장 근무
- 2004년 경찰청 정보국 근무 : KTX 여승무원 노조문제 등 담당
- 2007년 포항해양경찰서 1003함 견습부함장
- 2009년 해양경찰청 정보과 정보3계장
- 2012년 CJ그룹 지주사 전략지원팀 부장
- 2018년 말 CJ ENM 전략기획국장
- 청년혁신모임 대표
- 2019년 12월 ~ 2020년 1월 미래를 향한 전진 4.0 창당준비위원회 전략기획위원장
- 2020년 1월 ~ 2020년 2월 미래를 향한 전진 4.0 최고위원
- 2020년 2월 ~ 2020년 2월 통합신당준비위원회 위원
- 2020년 2월 ~ 2020년 3월 미래통합당 최고위원
- 2021년 9월 ~ 2021년 11월: 국민의힘 홍준표 제20대 대통령 선거 예비후보 jp희망캠프 전략분석실장
- 현재 해양환경공단 상임이사(안전경영본부장)

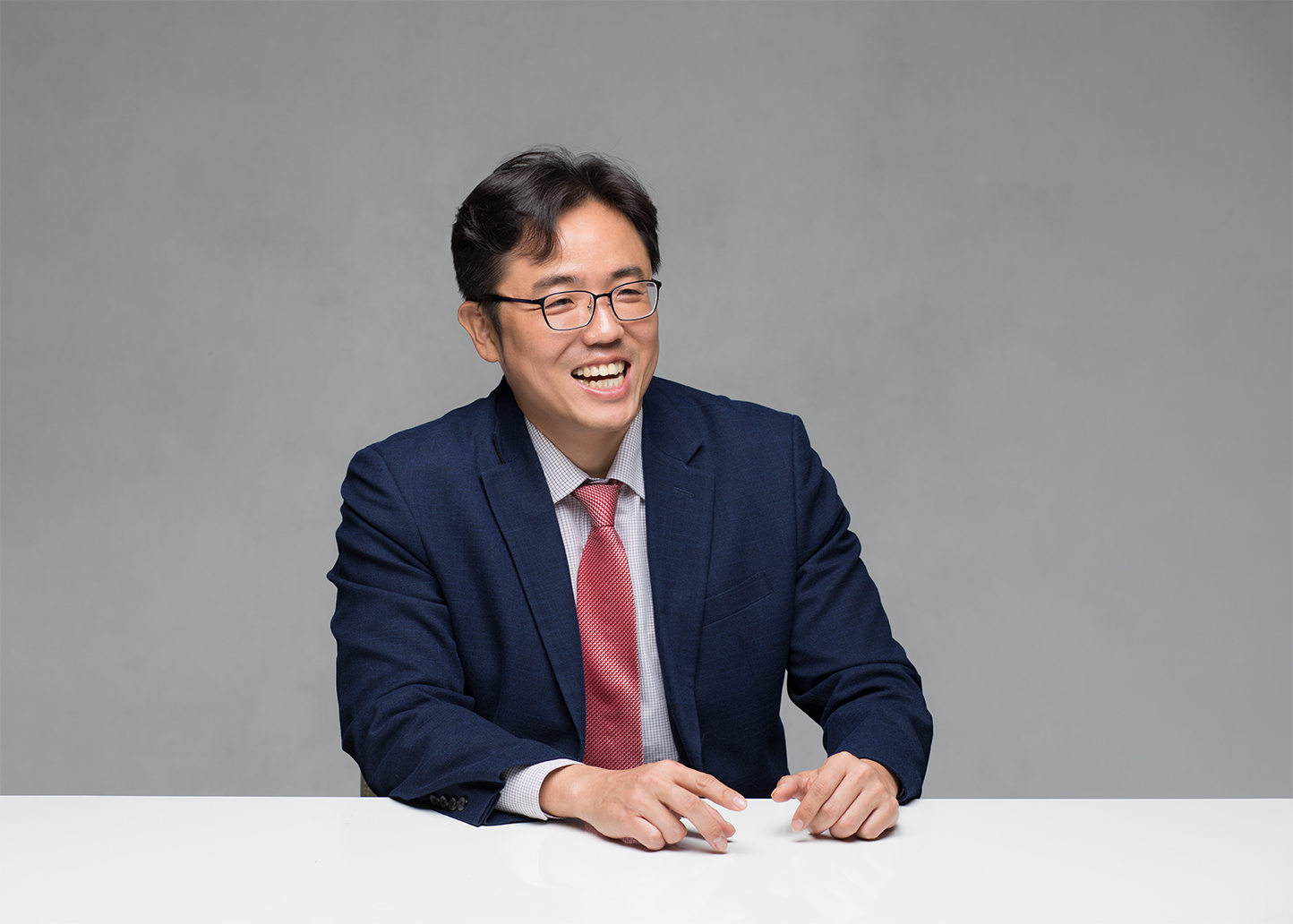
김원성 청년혁신모임 대표

## 주요 정책
- 치료감호법 개정 : 아동·여성대상흉악범죄자에 대한 강력한 치료감호
- 사형유예제도 도입
- 촉법소년 나이 제한 완화
- 원자력 발전 재추진
- 중소기업에 대한 지원강화
- 노동시장 유연성 향상
- 자유민주주의체제 수호

1. ↑  김원성, 김원성 (2019년 11월 11일). 〈1〉. 《불면의 시대》 1판. 글마당. 1쪽.
2. ↑  김, 원성 (2019년 11월 11일). 〈1〉. 《불면의시대》 1판. 글마당. 1쪽.